# Универзитет Био-Био
Универзитет Био-Био (УББ) (шп. Universidad del Bío-Bío - UBB) je чилеански универзитет са седиштем у граду Консепсион у регији Био-Био. УББ је основан 9. априла 1947, а данас на њему студира преко 10.000 студената.

## Кампус
1. Консепсион
2. Ла Кастиља
3. Фернандо Меј

## Факултети
1. Пословни факултет
2. Архитектонски факултет
3. факултет за науку
4. Факултет за инжењеринг
5. Факултет за образовање и хуманистичке науке
6. Факултет здравствених наука и хране